# Scopatori segreti

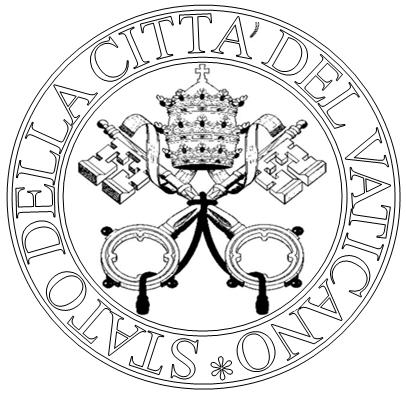
Sigillo della prefettura vaticana da cui dipendono direttamente i domestici pontifici

I domestici pontifici (o cubicolari) sono inservienti del Papa e membri della Famiglia Pontificia al diretto servizio del Papa. La loro denominazione, anticamente scopatori segreti (Scopatores secreti), è originata dalla funzione specifica di cura e pulizia degli ambienti privati del Sommo Pontefice. Rispondono agli ordini dell'Aiutante di camera di Sua Santità.

## Storia
Gli Scopatori Segreti, denominati successivamente "domestici pontifici", come i loro colleghi Sediari Pontifici, appartenevano alla classe dei Parafrenieri Pontifici. Successivamente vennero separati organizzativamente, attendendo agli ordini dell'Aiutante di camera di Sua Santità anziché a quelli del Decano di Sala dell'Anticamera Pontificia. 
La loro funzione è la cura e pulizia degli ambienti del sommo pontefice, presso l'Appartamento Pontificio nel Palazzo Apostolico e presso la Domus Sanctae Marthae. Durante il periodo estivo i domestici pontifici, al pari dei sediari, seguono e assistono il papa nella sua residenza estiva di Castel Gandolfo. I domestici pontifici sono diretti dall'aiutante di camera, scelto solitamente tra i domestici con maggiore anzianità di servizio. In quanto famigli del papa come i loro colleghi sediari, i domestici pontifici hanno la propria sede all'interno del Palazzo Apostolico e condividono l'uso della sala nell'appartamento del papa indicata come sala dei sediari o sala dei parafrenieri pontifici.
L'incarico di cubiculario pontificio veniva anticamente notificata al nominato dal maggiordomo di sua santità dopo un visto della Segreteria di Stato. Con la riforma contenuta nella lettera apostolica Pontificalis Domus, promulgata da papa Paolo VI nel marzo 1968, venne soppressa la secolare corte pontificia, le cui storiche funzioni vennero assorbite dalla prefettura apostolica, che riprese l'antica denominazione di prefettura della casa pontificia. Pertanto vennero riformate alcune procedure che permisero agli inservienti di essere nominati con semplice biglietto di nomina del nuovo prefetto della casa pontificia, su delega del pontefice.

## Uniforme
Anticamente indossavano un costume di foggia rinascimentale in seta damascata di taglio simile a quello dei sediari pontifici, a tinta violacea con bordature nere. Durante le uscite e nelle trasferte a Castel Gandolfo i domestici pontifici indossavano una zimarra e un mantello di colore scuro bordato in seta viola. Indossavano inoltre un caratteristico copricapo a forma di tocco con coccarda. 
In seguito alla riforma post-conciliare attuata da papa Paolo VI nel 1968, mutarono denominazione in domestici pontifici. L'attuale divisa dei domestici pontifici, entrata in vigore nel 1972, è costituita da un abito scuro con gilet in tinta unita, guanti, camicia bianca e cravatta nera.